# Oedignatha scrobiculata
Oedignatha scrobiculata är en spindelart som beskrevs av Tord Tamerlan Teodor Thorell 1881. Oedignatha scrobiculata ingår i släktet Oedignatha och familjen flinkspindlar. Inga underarter finns listade i Catalogue of Life.